# 鈴木敏仁
鈴木 敏仁（すずき としひと、1961年8月8日 - ）は、アメリカ在住のジャーナリスト。

## 経歴
東京都北区出身。早稲田実業高等学校、早稲田大学法学部卒業。1984年に西武百貨店に入社した。1986年に退社し、同年に渡米、様々な仕事を経る。
1997年にチェーンストアエイジ誌への寄稿をきっかけとして米国小売業界に関する記事の執筆を開始、定期的な寄稿に加えて複数の連載を持つにいたっている。

## 連載・寄稿
- 米国流通現場を追う(日経ＭＪ)
- 鈴木敏仁のアメリカントレンド(ダイヤモンドチェーンストア)
- 鈴木敏仁のUSトレンド(ダイヤモンドホームセンタ)
- 鈴木敏仁のUSリポート(WWD Japan)

## 著書
- 『ソリューションを売れ！』ニューフォーマット研究所
- 『誰も書かなかったウォルマートの流通革命』商業界、2003年
- 『アマゾンvsウォルマート ネットの巨人とリアルの王者が描く小売の未来』(ダイヤモンド社)